# Chrysoperla affinis
Chrysoperla affinis är en insektsart som först beskrevs av Stephens 1836.  Chrysoperla affinis ingår i släktet Chrysoperla och familjen guldögonsländor. Inga underarter finns listade i Catalogue of Life.